# Ícaro de Valmir
Ícaro Barbosa Costa (Itabaiana, 10 de abril de 2001), mais conhecido como Ícaro de Valmir é um político brasileiro, eleito para o seu primeiro mandato como deputado federal. É filiado ao Partido Liberal (PL).

## Biografia
É filho de Valmir de Francisquinho (PL), atual prefeito de Itabaiana por 3 mandatos (2013-2020) (2025-2028) e candidato ao governo do Sergipe em 2022 (sua candidatura foi indeferida). Seu irmão, Talyson de Valmir, foi eleito deputado estadual em 2018. Porém, como ambos foram julgados inelegíveis pelo Tribunal Superior Eleitoral, devido a acusações de abuso de poder político e econômico por parte do então prefeito em favor da campanha do irmão, Ícaro substituiu ele como candidato a deputado federal nas eleições de 2022.
Foi eleito, com 75.912 votos, a segunda maior votação do estado. 
Com 21 anos, é o deputado mais jovem eleito, sendo alguns meses mais novo que Amon Mandel (Cidadania-AM) e Lula da Fonte (Progressistas-PE).
Em 18 de dezembro de 2024, o TRE de Sergipe decidiu pela cassação do mandato do deputado em virtude do partido não ter cumprido a cota de gênero durante as Eleições de 2022. Através de nota, ele informou que utilizará "todos os recursos e instâncias disponíveis para prevalecer a vontade do povo de Sergipe quando de sua eleição". Disse ainda que, até decisão final, continua exercendo o seu mandato.